# Игнатково (Новодугинский район)
Игнатково — деревня в Новодугинском районе Смоленской области России. Входит в состав Капустинского сельского поселения. Население — 1 житель (2007 год). 
Расположена в северо-восточной части области в 15 км к юго-востоку от Новодугина, в 5 км восточнее автодороги Р134 «Старая Смоленская дорога» Смоленск — Дорогобуж — Вязьма — Зубцов. В 2 км северо-западнее деревни расположена железнодорожная станция Александрино на линии Вязьма — Ржев. 

## История
В годы Великой Отечественной войны деревня была оккупирована гитлеровскими войсками в октябре 1941 года, освобождена в марте 1943 года.